# استارودیورتیوکیوو
استارودیورتیوکیوو (به لاتین: Starodyurtyukeyevo) یک منطقهٔ مسکونی در روسیه است که در باشقیرستان واقع شده‌است.